# متحف الآثار الوطني (أثينا)

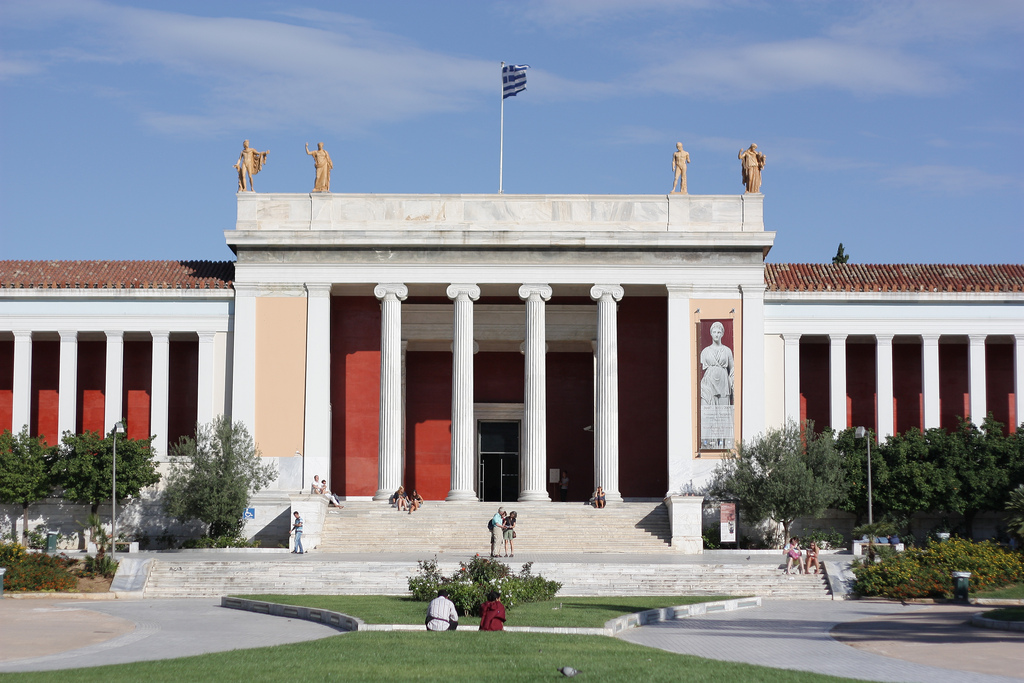
متحف الآثار الوطني (أكتوبر 2009)

متحف الآثار الوطني (باليونانية:Εθνικό Αρχαιολογικό Μουσείο) هو متحف للآثار في العاصمة اليونانية في أثينا يضم بعضاً من أهم القطع الأثرية المتنوعة من مواقع أثرية من مختلف أنحاء اليونان، من عصور ما قبل التاريخ إلى أواخر العصر القديم. ويعد المتحف واحداً من أضخم المتاحف في العالم ويحتوي على مجموعة تعد من أغنى محتويات التحف اليونانية في العصور القديمة عالمياً.
يقع المتحف في حي إكزاركيا وسط العاصمة اليونانية.

## تاريخ
تأسس أول متحف للآثار في اليونان في إيجينة عام 1829 من قبل رئيس الوزراء اليوناني آنذاك إيوانيس كابوديسترياس ومنذ ذلك الحين تم نقل المجموعات المعروضة إلى عدة معارض وذلك حتى العام 1858 حين تم الإعلان عن مسابقة معمارية دولية لتصميم وموقع المتحف الجديد.
بدأ البناء في المتحف الحالي عام 1866 وانتهى العمل فيه عام 1889، بتمويل من الحكومة اليونانية والجمعية الأثرية اليونانية وسكان ميكناي.
أول اسم لهذا المتحف كان المتحف المركزي، ثم تم تغييره لاسمه الحالي في 1881 من قبل رئيس الوزراء آنذاك كاريلاوس تريكوبوس.
أثناء الحرب العالمية الثانية تم اغلاق المتحف وتم وضع محتوياته في صناديق خاصة وختمها ودفنها تجنباً لتدميرها ونهبها. وفي عام 1945 تم إعادة عرض محتويات المتحف حيث خصص الجناح الجنوبي ليكون «متحف الإبيغرافيا» ليضم مجموعة من أهم النقوش في العالم.
تم توسعة وتجديد متحف النقوش بين عامي 1953-1960 تحت إدارة المهندس المعماري باتروكولوس كارانتينوس.

## المعروضات
تقسم معروضات المتحف إلى عدة أقسام وهي:
- مجموعة ماقبل التاريخ (العصر الحجري الحديث، كيكلادس، الفترة الهيلينية)
- مجموعة المنحوتات.
- مجموعة المزهريات والمحتويات الصغيرة.
- نفائس سانتوريني
- مجموعة المسبوكات.
- مجموعة ستاثاتوس
- مجموعة فلاستوس
- مجموعة الفن المصري
- مجموعة آثار الشرق الأدنى.

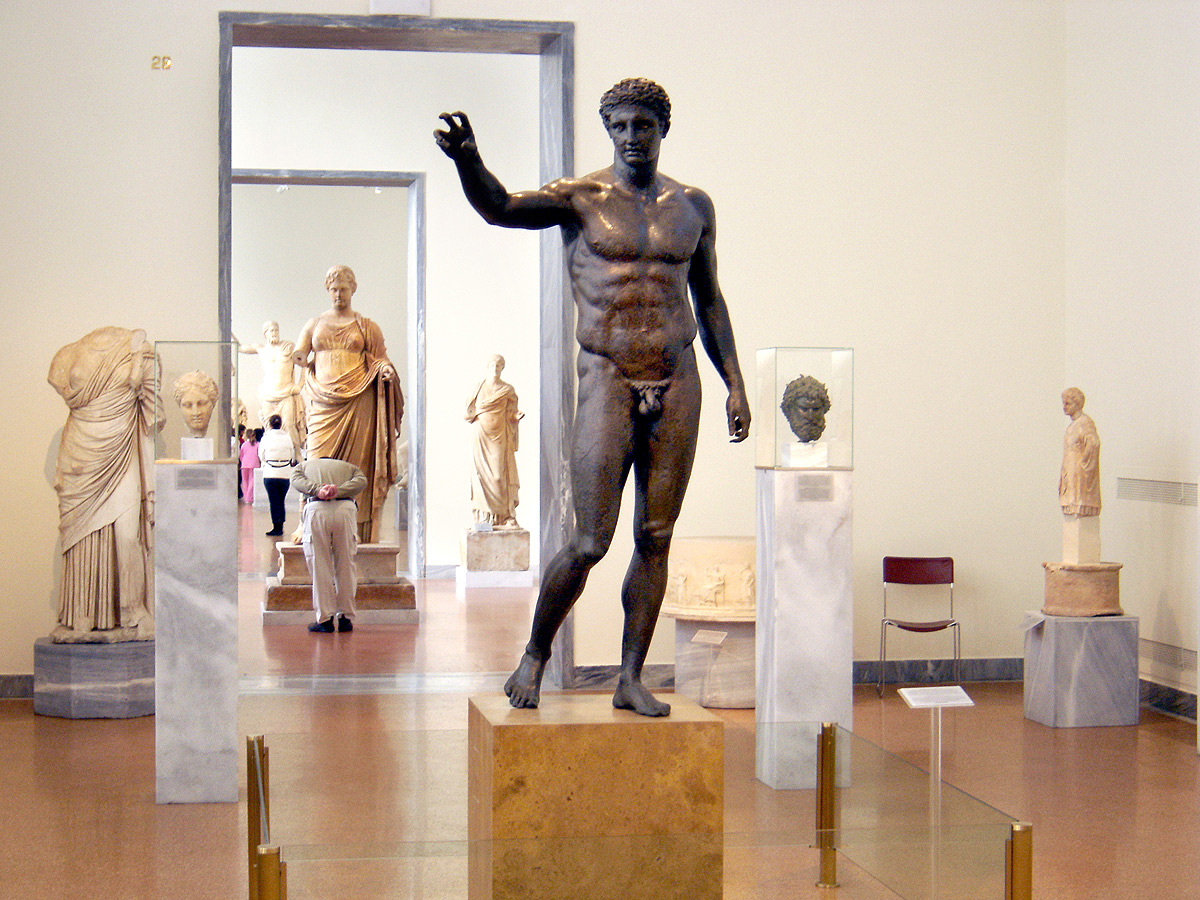
من معروضات المتحف ويبدو تمثال أنتيكيثيرا إيفيب البرونزي
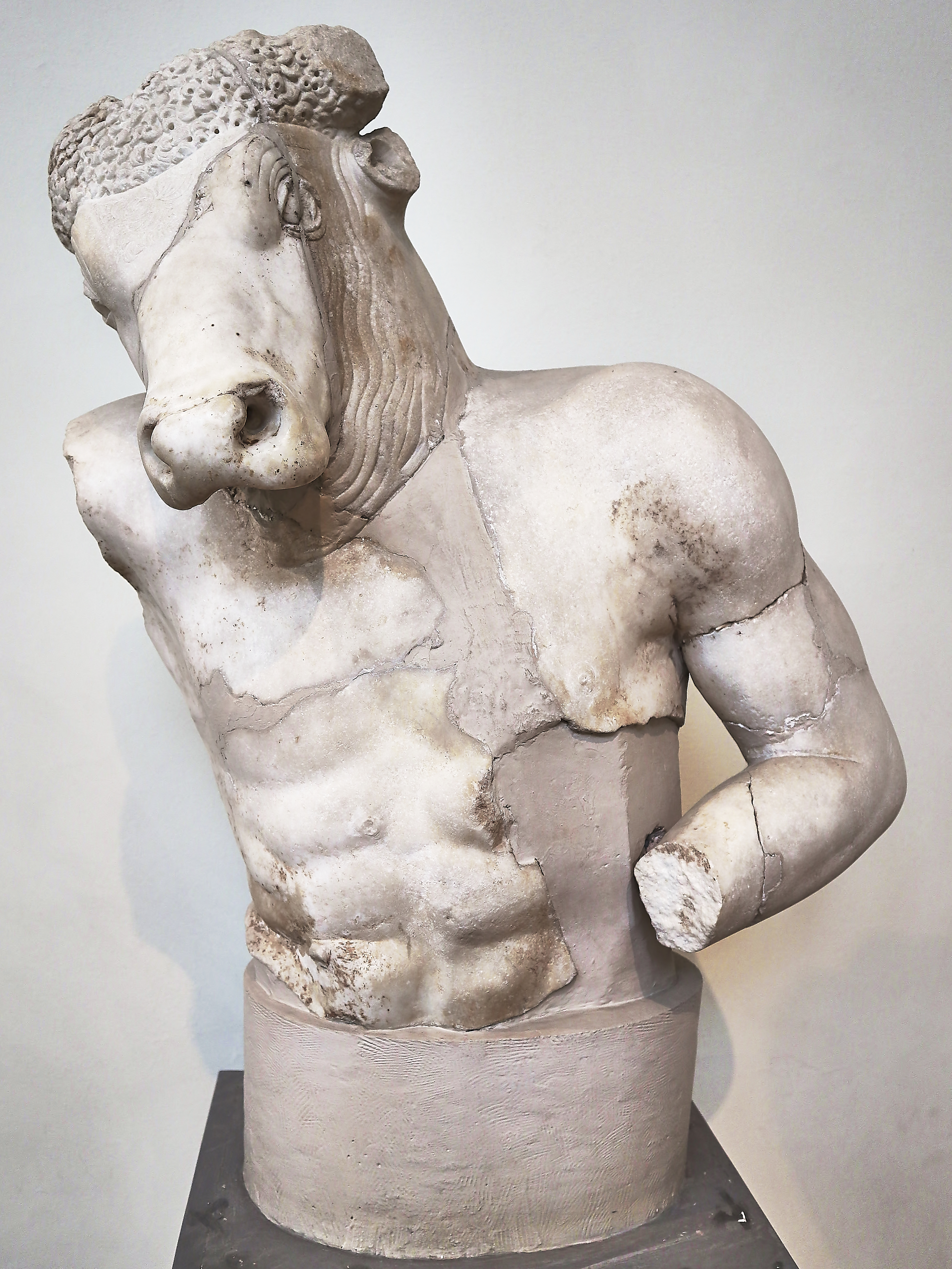
مينوتور نصفي
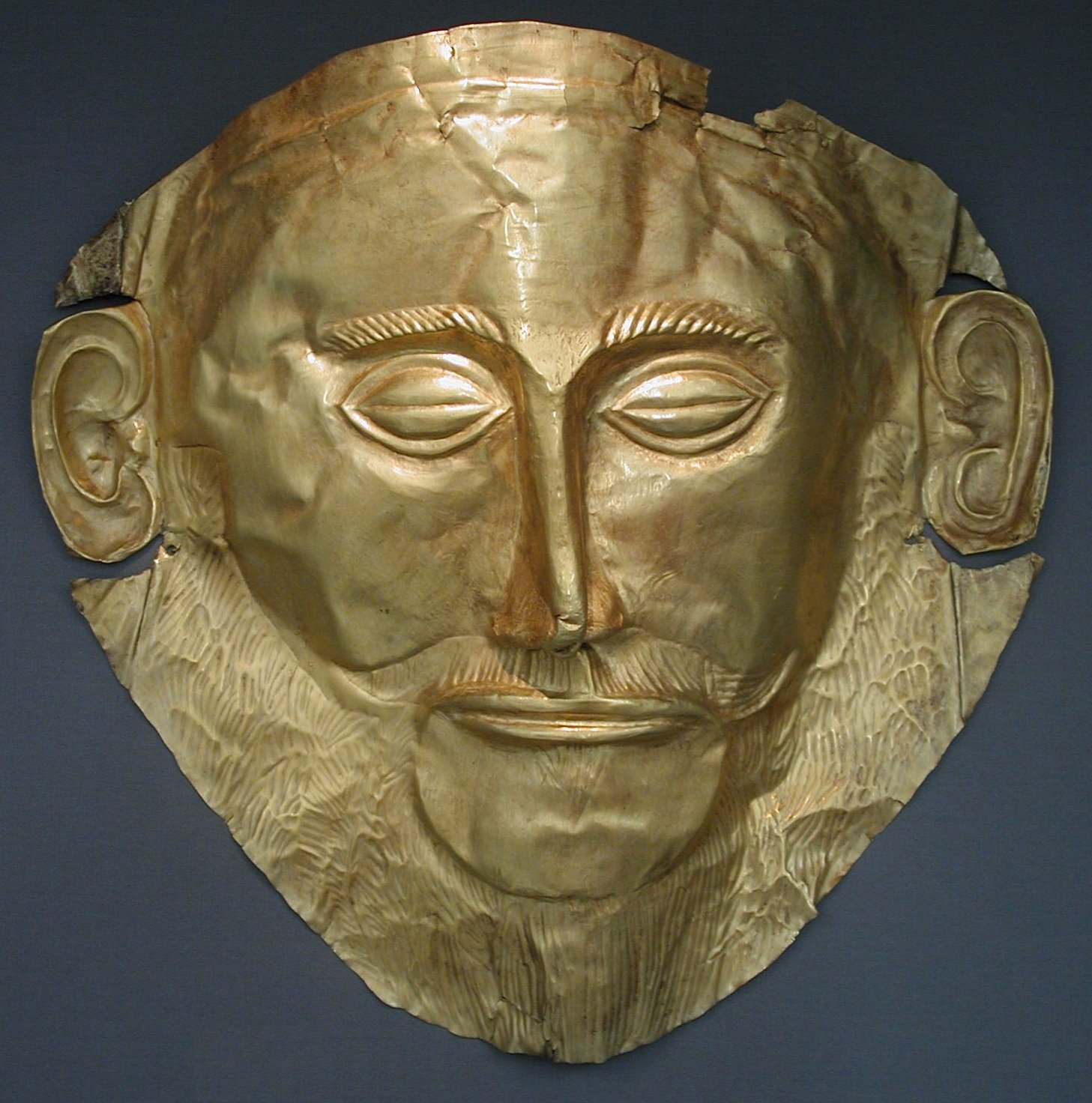
قناع أغممنون

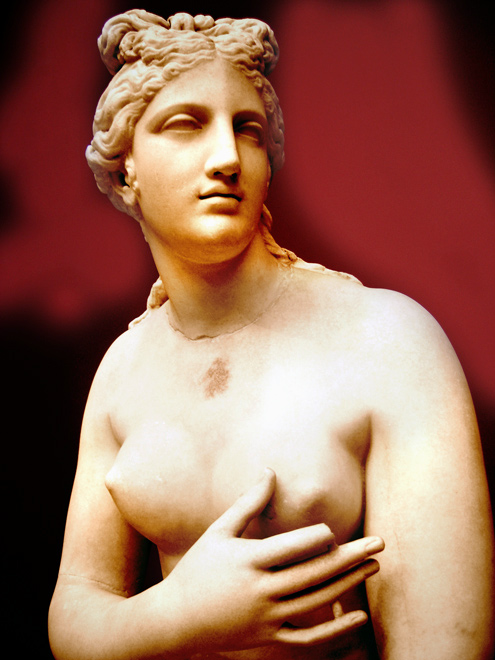
أفروديت
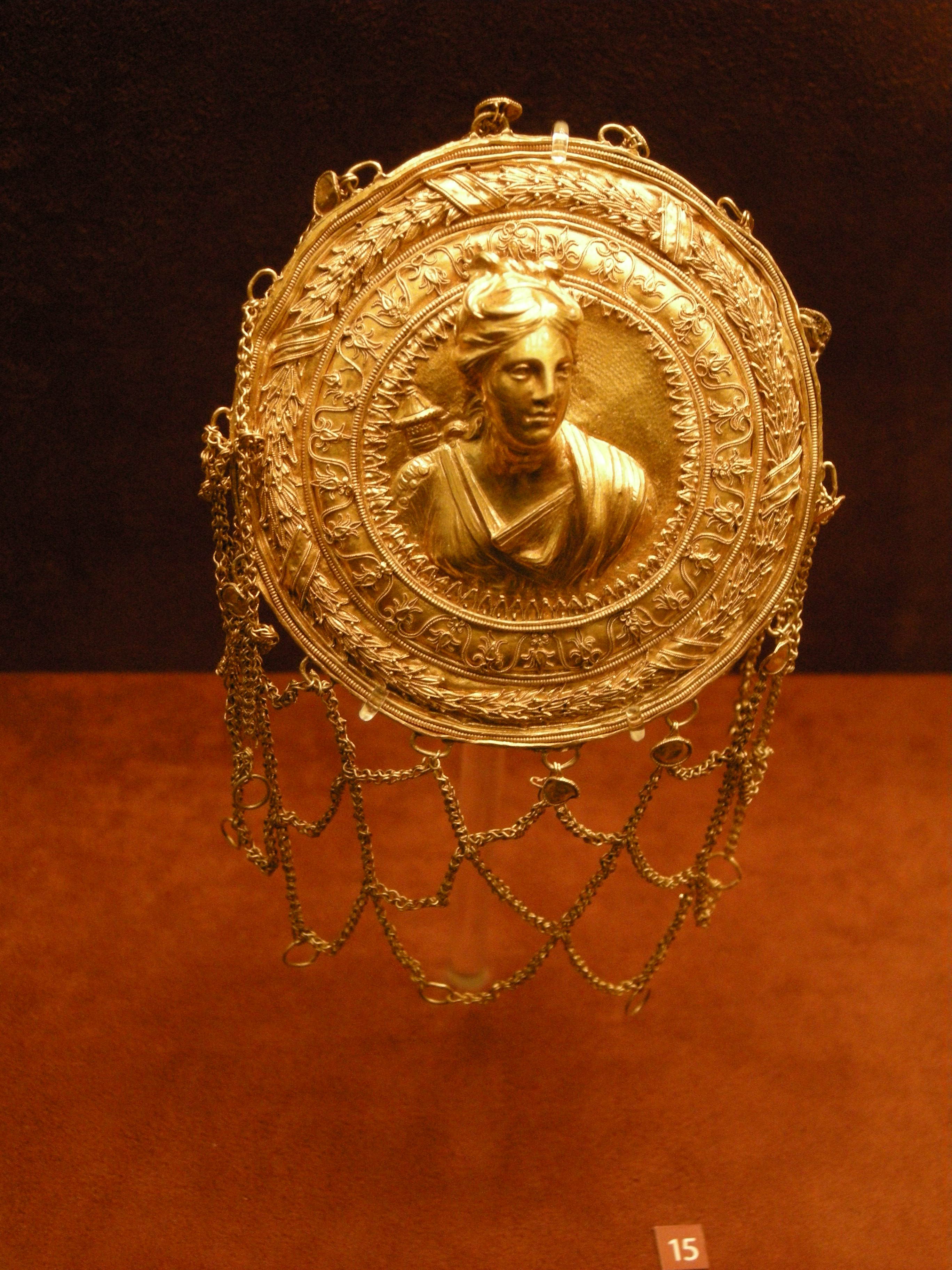
مجوهرات للرأس من مجموعة ستاثاتوس تعود للقرن الثالث قبل الميلاد.
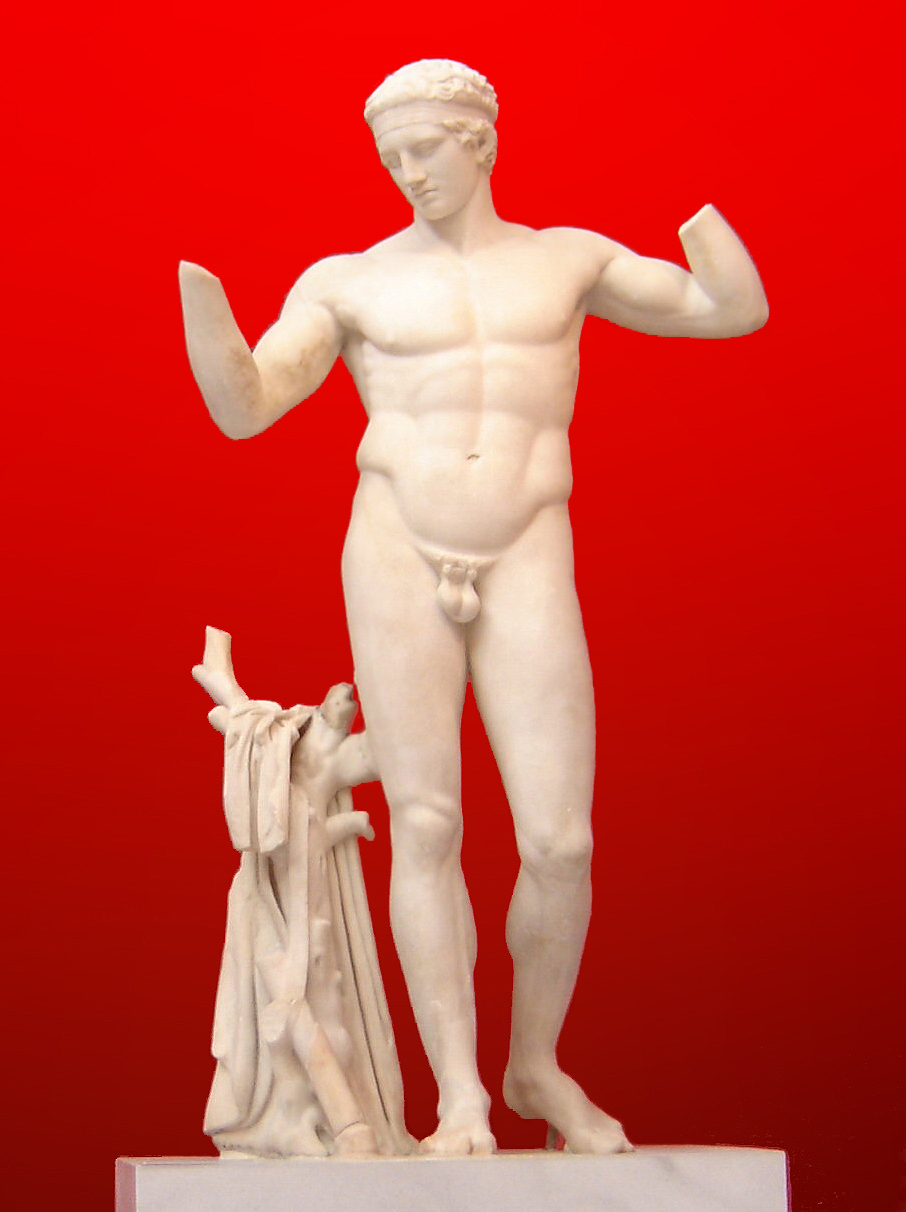
تمثال ديادومينوس

## وصلات خارجية
- الموقع الرسمي للمتحف.